# Apache Woman
Apache Woman is een Amerikaanse western uit 1955 onder regie van Roger Corman.

## Verhaal
Anne en Armand LeBeau zijn de kinderen van een Franse vader en een indiaanse moeder. Ze voelen zich noch door de blanken noch door de Apachen geaccepteerd. Wanneer de Apachen een reeks dodelijke overvallen plegen op postkoetsen, wordt hun leven nog ingewikkelder.

## Rolverdeling
| Acteur          | Personage        |
| --------------- | ---------------- |
| Lloyd Bridges   | Rex Moffett      |
| Joan Taylor     | Anne LeBeau      |
| Lance Fuller    | Armand LeBeau    |
| Morgan Jones    | Macy             |
| Paul Birch      | Sheriff          |
| Lou Place       | Carrom           |
| Paul Dubov      | Ben Hunter       |
| Jonathan Haze   | Tom Chandler     |
| Gene Marlowe    | Chief White Star |
| Dick Miller     | Tall Tree        |
| Chester Conklin | Dick Mooney      |
| Jean Howell     | Mevrouw Chandler |